# 72826
72826 es una maqueta (demo) de la banda de metal progresivo estadounidense Tool. Esta maqueta fue lanzada en 1990, limitado solo a unas 1500 copias. Originalmente fue distribuida durante los primeros conciertos de la banda y vía correo postal a unos cinco dólares. Fue un trabajo propio que usaron en sus comienzos para autopromocionarse ante las casas disqueras, el cual, distribuían ellos mismos con el fin de lograr un contrato. Muchos creen que esta maqueta fue impresa por Tool, sin embargo fueron fabricados en Nueva Jersey por la compañía Richman Brothers.
Existe algo de controversia acerca de la cifra 72826, ya que se corresponde con la palabra «SATAN» en los teclados telefónicos. De hecho, en un principio la banda no tenía en mente esta cifra, y lo necesitaron solo cuando Richman Brothers les solicitó un número de etiquetado para el almacenaje de la maqueta. Así fue que Maynard James Keenan tuvo la idea de utilizar el número 72826. Es muy difícil de conseguir una copia de la maqueta, aunque llegó a circular por internet bajo el nombre de «Toolshed» o «Tool».

## Lista de canciones
Todas las canciones escritas y compuestas por Tool.

| N.º   | Título          | Duración |  |
| 1.    | «Cold and Ugly» | 3:50     |  |
| 2.    | «Hush»          | 2:41     |  |
| 3.    | «Part of Me»    | 2:59     |  |
| 4.    | «Crawl Away»    | 4:49     |  |
| 5.    | «Sober»         | 4:33     |  |
| 6.    | «Jerk-Off»      | 4:01     |  |
| 22:49 |                 |          |  |

## Personal
- Maynard James Keenan: voz.
- Adam Jones: guitarra.
- Paul D'Amour: bajo.
- Danny Carey: batería.